# Violet-wand

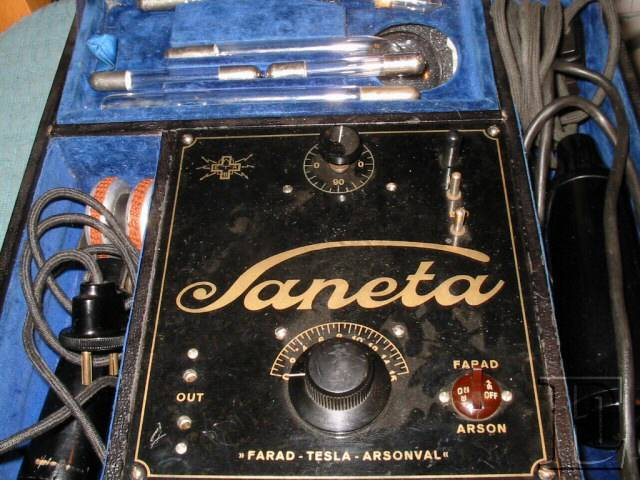
Ukázka historického violet wandu

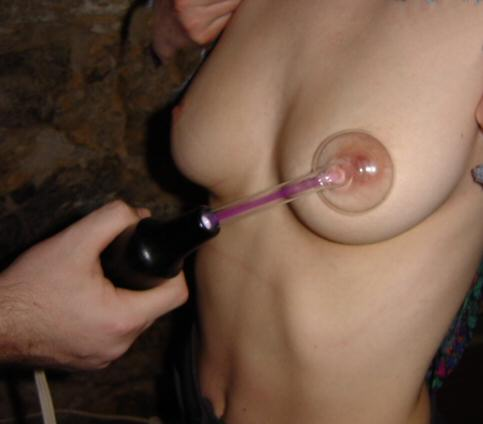
Ukázka stimulace pomocí talířkové elektrody

Violet wand (nepoužívané či zastaralé termíny jsou přístroj pro jiskrovou diatermii, (elektro)fulgurační přístroj nebo arsonizační přístroj) je zařízení pro prohřívání a prokrvení vrchních vrstev tkáně působením vysokonapěťového vysokofrekvenčního pole. Používáno bylo zejména v předválečném období jako módní prostředek pro samoléčení, v současné době nachází využití zejména v rámci BDSM aktivit a elektroplay.

## Princip a funkce
Violet wand využívá schopnosti vn vf pole pronikat do mělkých vrstev tkáně a prohřívat je. Pro přenos a směrování pole jsou používány nejčastěji skleněné vhodně tvarované trubice, plněné inertními plyny, zvané jiskřivky, ne zcela správně elektrody či neonky. Pro vybuzení pole je nejčastěji používán Teslův transformátor, buzený u starších přístrojů z jiskřiště, napájeného Wagnerovým kladívkem či jiným druhem vibračního měniče, u novějších přístrojů je buzení Teslova transformátoru elektronické.

## Konstrukce zařízení
Typický violet wand se skládá z budící jednotky a aplikační části, přizpůsobené pro nasazení jiskřivek. Obě části jsou spojeny kabelem. Teslův transformátor ve válcovém provedení je obvykle vestavěn do aplikační části jako součást rukojeti. Izolace je u starších přístrojů ebonitová, nová zařízení využívají zejména vysokomolekulární plasty. Konektor pro zasunutí jiskřivky bývá umístěn v ochranném límci, znemožňujícím přímý dotyk. Budící jednotka je vybavena regulačním prvkem, umožňujícím v malém rozsahu nastavení frekvence – v kombinaci s rezonanční charakteristikou Teslova transformátoru se tak reguluje intenzita vf pole.

## Konstrukce jiskřivek
Jiskřivky jsou nejčastěji skleněné, s tvarem, předurčujícím jejich použití (tyčinkové, talířkové, hřebenové, vkládací a další). Mohou být opatřeny vnitřním koncentrátorem výboje v podobě ocelových jehel, spirál či kartáčků. Část, určená k připojení je opatřena kovovým, nejčastěji invarovým roubíkem. Náplň tvoří u starších přístrojů vzduch o sníženém tlaku nebo směs inertních plynů, nová zařízení využívají převážně neon. Na druhu náplně závisí barva světla, vyzařovaného výbojem.

## Použití zařízení
Violet wand se v moderní medicíně prakticky neužívá, je nahrazen modernějšími diatermickými zařízeními. Využití nachází v oblasti BDSM. Využito je podráždění nervových zakončení v mělkých vrstvách tkáně teplem a následným prokrvením. Vf pole přitom do hlubších vrstev tkáně neproniká. Podráždění působí jednak krátkodobě, po dobu působení výboje, jednak (při déletrvající expozici) může v různé míře přetrvávat až po dobu desítek hodin.
Pro správnou funkci přístroje je potřebná existence vazební kapacity. Ta je obvykle zajištěna umístěním Teslova transformátoru do rukojeti, držené obsluhou. Pokud je intenzita výboje nepostačující, lze se druhou volnou rukou dotknout partnera, některá zařízení mají k tomuto účelu vyvedenu nízkopotenciální zdířku a jsou doplněna vazební elektrodou. Intenzitu výboje lze dobře odhadnout z intenzity světelného sloupce v jiskřivce, která je intenzitě výboje přímo úměrná.